# Aman Mann
Aman Mann ist ein indischer Filmproduzent.

## Karriere
Mann arbeitete bereits 2016 mit dem Regisseur Shaunak Sen an der Doku Cities of Sleep. Genauso wie er promoviert er in Medienwissenschaft an der Jawaharlal Nehru University in Neu-Delhi. Danach produzierte er Kurzdokumentationen und Werbefilme. Im Jahr 2022 produzierte er All That Breathes zusammen mit Sen, in dem es um indische Muslime geht, die Schwarzmilane in einer smogverseuchten Metropole retten. Mann äußerte, dass es äußerst schwierig gewesen sei, in Indien Unterstützung für Dokumentarfilme zu finden. Erst nach einem Jahr konnte das Team Ko-Produzenten in Großbritannien und den USA finden. Der Film erhielt unter anderem den Gotham Award als Bester Dokumentarfilm und wurde zudem für den Oscar in derselben Kategorie nominiert.

## Filmografie
- 2022: All That Breathes
- 2023: The Underbug

## Auszeichnungen (Auswahl)
- 2022: Gotham Award in der Kategorie Bester Dokumentarfilm für All That Breathes
- 2023: Cinema Eye Honors Award in der Kategorie Herausragender Dokumentarfilm für All That Breathes[2]
- 2023: Oscar-Nominierung in der Kategorie Bester Dokumentarfilm für All That Breathes